# Epeolus friesei
Epeolus friesei är en biart som beskrevs av Brauns 1903. Epeolus friesei ingår i släktet filtbin, och familjen långtungebin. Inga underarter finns listade i Catalogue of Life.